# 対流圏
|                          | 宇宙空間    |        |          |
|                          | 約10,000 km |        |          |
|                          | 外気圏      |        |          |
|                          | 800 km      |        |          |
|                          | 熱圏        |        |          |
|                          | 電離層      |        |          |
| (カーマン・ライン)       | (100 km)    |        |          |
|                          | 80 km       |        |          |
|                          | 中間圏      |        |          |
|                          | 50 km       |        |          |
|                          | 成層圏      |        |          |
|                          | オゾン層    |        |          |
| 11 km                    |             |        |          |
|                          | 対流圏      |        | 自由大気 |
| 1 km                     | 対流圏      |        |          |
|                          | 対流圏      | 境界層 |          |
| 0 km                     | 対流圏      |        |          |
| ※高度は中緯度の平均 / 表 |             |        |          |

対流圏（たいりゅうけん、英: troposphere）は、地球の大気の層の一つ。

## 概要
大気の鉛直構造において一番下（高度0kmから約11km）、地表と成層圏の間に位置する。成層圏との境界は対流圏界面と呼ばれる。'tropos' はギリシャ語で「混ざること、混合」といった意味をもつ。対流圏内では空気の上下攪拌が行われている。

## 対流圏と温度
対流圏の一つの特徴は、鉛直方向の気温減率（気温が低下する割合）が大きいことである。すなわち高度とともに気温が著しく低下する。平均的な気温減率は100mにつき約0.65℃であることが知られている。
暖められた空気塊が上昇し周囲の圧力が低下して、断熱膨張することによって気温は大きく低下する（ボイル-シャルルの法則）。
ただし、対流圏の大気には大量に水蒸気が含まれ、断熱膨張の温度低下を和らげる効果がある。暖められた水蒸気を含む空気が対流圏上部に上昇すると、上述の膨張による温度低下によって水蒸気が飽和し、凝結して雲ができ潜熱が放出される。

## 対流圏内の区分
対流圏下部では大気が地表と摩擦を起こすが、対流圏上部ではその摩擦がない。このことから対流圏下部と対流圏上部の気象現象では特徴がやや異なる。この違いを基に対流圏を次の三つの層に分けることができる。海抜0mから100mまでの接地境界層（接地層）、海抜100mから1kmのエクマン境界層（エクマン層）、1kmから対流圏の一番上層11kmまでの自由大気である。接地層では地面との摩擦の影響が大きいために、大気の運動、乱流が不規則で活発である。エクマン境界層ではコリオリの力、気圧傾度力、地面との摩擦力、この三つの力がつりあって大気が運動している。接地境界層とエクマン境界層をまとめて大気境界層ともいう。自由大気では名の通り、地面との摩擦の影響はなく、大気が自由に運動している状態である。
これらの層の高さは、緯度によって異なるほか、地形、季節、時間帯によっても異なる。
自由大気の上層部すなわち、対流圏上部ではジェット気流が流れており、高度約11km付近で風速が最大となっている。例えば日本上空を流れる偏西風の場合でも高度11km付近が風速最大である。このようなジェット気流が対流圏における水平方向の大気運動のなかで最大なものの一つといえるが、鉛直方向にも大規模な大気の運動がある。例えば熱帯で暖められた空気が上昇し、亜熱帯高圧帯で下降するハドレー循環などの大気の大循環がそのいい例である。このように対流圏では水平方向にも鉛直方向にも大気が絶えず運動している大気活動の盛んな層である。
また、対流圏とその上の成層圏の境目、高度約11km付近を対流圏界面という。ただし、この面の高さは季節、緯度によって変化する。一般に高度が赤道付近で17km、極付近で9km、中緯度で11kmであることが知られており、代表して中緯度の値を圏界面の高さとして説明することが多い。また、同じ場所なら、冬より夏、夜よりも日中（つまり気温が高いときほど）の方が高い。同一質量ならば、温度が高いほど体積が大きいので、このような変化が生じる。長距離旅客機はこの境界面付近を飛行する。